# Focus på Herlev
Focus på Herlev er en dansk dokumentarfilm fra 1984, der er instrueret af Per Larsen.

## Handling
To fotografer fra to tidsaldre mødes og ser på Herlev i gamle og nye tider. Filmen er lavet i anledning af Herlev Kommunes 75 års jubilæum

## Medvirkende
- Ove Sprogøe
- Henning Jensen